# Hypsocephalus pusillus
Hypsocephalus pusillus là một loài nhện trong họ Linyphiidae.
Loài này thuộc chi Hypsocephalus. Hypsocephalus pusillus được miêu tả năm 1869 bởi Menge.